# Дадлі Норт
Сер Дадлі Норт (або Норс; англ. Sir Dudley North; 16 травня 1641, Вестмінстер — 31 грудня 1691, Лондон) — англійський економіст, представник меркантилістського напряму в економічній науці.

## Життєпис
Сер Дадлі Норт, четвертий син Дадлі Норта, четвертого барона Норта, народився 16 травня 1641-го у Вестмінстері (Westminister). Сер Дадлі Норт — нащадок давнього і відомого сімейства торговців і державних діячів. Значною мірою його можна вважати самоучкою. Він покинув школу в 12 років і був відправлений до Туреччини в 19-річному віці, щоб випробувати удачу в середземноморській торгівлі, там він був задіяний у зовнішній торгівлі з Туреччиною. Декілька років провів у Константинополі і Смирні. Повернувшись в Лондон за станом здоров'я, Норт продовжив займатися торгівлею. Його знання в комерційній сфері зацікавили уряд, а також особливу роль зіграли впливові рекомендації від його брата, лорда Гілфорда. Після рекомендацій брата він був посвячений у лицарі. Дадлі Норта призначали комісаром митниці, потім скарбниці, після чого знову митниці. Будучи обраним депутатом Парламенту за часів правління Якова II, він за словами біографа Роджера Норта, відповідав за всі питання, пов'язані з доходами королівської влади. Після «Славної революції», державного перевороту 1688 року в Англії, Дадлі притягли до відповідальності за нібито недотримання ним конституції та порушення законів.
Дадлі Норт був одружений з Анною, дочкою сера Роберта Канна, першого баронета Комптона Грінфілда, Глостершира та вдови сера Роберта Ганнінга з Холоду Ештон, Глостершир. У нього з Анною було два сина.
Дадлі Норт помер 31 грудня 1691 року. Його поховали у соборі св. Павла.

## Основні праці
Норт написав кілька праць на тему безмитної торгівлі, включаючи «Міркування про торгівлю: особливо щодо відсотка, монетної системи, скорочення і збільшення грошей» («Discourses Upon Trade: Principally Directed to the Case of the Interest, Coynage, Clipping, Increase of Money»), написану 1691 року. Норт у цій праці робить перші кроки до розуміння капіталу, розглядаючи його як грошовий капітал, який приносить відсотки, і обґрунтовуючи вільну торгівлю. Він показав, що позичковий відсоток визначається співвідношенням між нагромадженням грошового капіталу та попитом на нього, а не кількістю грошей, як вважали меркантилісти й навіть Дж. Локк. Норт заперечував услід за Локком і Петті необхідність примусового регулювання відсотка. Він виступав за зниження ставки відсотка, але за рахунок продуктивного використання грошей для розвитку торгівлі.
Його трактат під назвою «Бесіди з торгівлі» («Discourses upon Trade»), головним чином приурочений дослідженню проблем капіталовкладення, карбування, збільшення і зменшення грошових коштів. Він був опублікований анонімно у 1691 році. Ця праця була відредагована в 1856 році Дж. Р. МакКалохом в роботі «Select Collection of Early English Tract», опублікованій лондонським Клубом політичної економіки (Political Economy Club).
Претендуючи на впровадження безмитної торгівлі з системою заборон, які здобули широке застосування після Революції, Норт в своєму трактаті показує, що багатим можна стати без золота і срібла, якщо взяти на озброєння людську промисловість. На його думку, було б помилкою вважати, що застій торгівлі виникає від нестачі грошей; застій виникає або через перенасичення внутрішнього ринку, або від безладу у зовнішній торгівлі, або через зменшення споживання, обумовлене бідністю. Дадлі більшою мірою, ніж його попередники, підкреслював значення внутрішньої торгівлі.
Що стосується рівня капіталовкладень, Норт стверджував, що їх обсяги, як і ціна будь-якого товару, залежать від співвідношення попиту і пропозиції, і що низький рівень капіталовкладень є результатом відносного збільшення капіталу, а не наслідком дії випадкових механізмів, на яких наполягав сер Джозайя Чайлд та інші.
Ведучи полеміку на тему безмитної торгівлі, Норт заявляв, що ціни мають формуватися самі, а не встановлюватися в законодавчому порядку, і що всі насильницькі втручання у питання формування цін приносять шкоду, а не користь. Жодна людина не може стати багатою за допомогою державного регулювання, і тільки мир, свобода та безперешкодна економічна діяльність сприяють матеріальному процвітанню.
Вільгельм Рошер, основоположник історичної школи політекономії, назвав Норта одним із тріумфаторів англійської школи економістів XVII століття, слідом за яким у цьому почесному списку розмістилися Джон Локк і Вільям Петті. Відомий історик економічної думки Марк Блауг включив Норта в список 100 великих економістів до Кейнса.